# Opportunity International
Opportunity International is een internationale organisatie die zich richt op het verstrekken van microkredieten, verzekeringen en trainingen aan kleine ondernemers in 20 landen in de derde wereld. De organisatie ondersteunt hiermee twee miljoen mensen  die proberen zich uit een situatie van armoede te werken.
De fondsen zijn afkomstig uit de Verenigde Staten, Australië, Canada, het Verenigd Koninkrijk, Duitsland, Zwitserland en Hongkong. Vanuit Nederland en België worden projecten ondersteund door de Triodos Bank.
De organisatie heeft een christelijke achtergrond en werd in 1971 opgericht door de Amerikaan Al Whittaker en de Australiër David Bussau, met als doel een oplossing te vinden voor extreme armoede door mensen zelf de kracht te geven duurzame financiële onafhankelijkheid te verwerven. De organisatie wordt sinds 2012 geleid door Vicki Escarra.